# Chasse cosmique
Le mythe de la chasse cosmique consiste en un récit mythologique dans lequel un animal pourchassé par des humains s'envole vers le ciel et se transforme en constellation. Le mythe de la Grande Ourse en est l'exemple le plus célèbre. Cette constellation est souvent interprétée comme un cervidé ou un ours poursuivi par des chasseurs dans les traditions orales d'Eurasie et d'Amérique du Nord.